# Antonio Roberto Camatta
Antonio Roberto Camatta (Araçuí, 6 giugno 1939) è un allenatore di calcio ed ex calciatore brasiliano, di ruolo attaccante.

## Biografia
Nato ad Araçuí, nello Stato di Espírito Santo, a vent'anni si trasferì a Rio de Janeiro per studiare educazione fisica all'università. In Italia si sposò con Marina Mori nella chiesa di San Nicolò a Venezia il 23 luglio 1963. Nel 1966 si trasferì in Svizzera, e vi rimase 29 anni, tornando in patria nel 1995. Praticò, oltre al calcio, anche pallavolo e pallacanestro, e fu tra i fondatori della federazione svizzera di calcio tennis.

## Caratteristiche tecniche
Giocava come centravanti.

## Carriera

### Giocatore

#### Club
Di origini italiane e indie, Camatta iniziò a giocare negli anni 1950 con il Castelo Futebol Clube. All'inizio degli anni sessanta Camatta entrò a far parte della rosa del Botafogo, dopo un provino. Con la formazione bianco-nera rimase fino al 1962, anno in cui fu acquistato dal Torino, società italiana. Giunto in Europa nel novembre del 1962, Camatta fu poi girato in prestito al Venezia, con cui ebbe l'opportunità di debuttare in Serie A. Il prestito durò per due stagioni (1962-1963 e 1963-1964), giacché fu rinnovato dopo la conclusione della prima annata; in seguito alla frattura del piede, Camatta dovette sospendere provvisoriamente la propria attività. Nel 1964-1965 tornò al Torino, dove fu impiegato nella formazione "De Martino", senza mai giocare in prima squadra; contestualmente al suo scarso utilizzo, si trovò un lavoro come assicuratore e come rappresentante di un editore. Nel 1966 lasciò l'Italia per la Svizzera: scelse di trasferirsi al Monthey. Lasciò il club al termine della stagione 1969-1970. In seguito giocò per Martigny, cui si trasferì nel 1971, Servette e Montreux-Sports, studiando, allo stesso tempo, per diventare allenatore.

#### Nazionale
Fu convocato nella selezione olimpica nel 1960, ma non giocò alcuna partita ufficiale e non fu incluso nella lista per Roma 1960.

### Allenatore
Fu giocatore-allenatore del Monthey in due occasioni.